# アニータ・ブルックナー
アニータ・ブルックナー（Anita Brookner、1928年7月16日 ‐ 2016年3月10日）は、女性イギリス人小説家、美術史家である。
ロンドン生まれ。1949年、キングス・カレッジ・ロンドンを卒業。1953年、ロンドン大学附属コートールド美術研究所で美術史の博士号を取得した。
ケンブリッジ大学、コートールド美術研究所で教授として勤めた。
1984年にブッカー賞を受賞、1990年に大英帝国勲章を受勲した。

## 受賞歴
- ブッカー賞 1984年 （Hotel du Lac（『秋のホテル』）に対して）

## 主な作品
- A Start in Life(The Debut)（『ある人生の門出』） (1981)
- Providence (1982)
- Look at Me (1983)
- en:Hotel du Lac（『秋のホテル』） (1984)
- Family and Friends（『結婚式の写真』） (1985)
- A Misalliance (1986)
- A Friend from England（『英国の友人』） (1987)
- Latecomers（『異国の秋』） (1988)
- Lewis Percy（『招く女たち』） (1989)
- Brief Lives (1990)
- A Closed Eye (1991)
- Fraud（『嘘』） (1992)
- A Family Romance(Dolly) (1993)
- A Private View (1994)
- Incidents in the Rue Laugier (1995)
- Altered States (1996)
- Visitors (1997)
- Falling Slowly (1998)
- Undue Influence (1999)
- The Bay of Angels (2001)
- The Next Big Thing(Making Things Better) (2002)
- The Rules of Engagement (2003)
- Leaving Home (2005)
- Strangers (2009)

## 日本語訳・作品論
- 『秋のホテル』ブルックナー・コレクション、小野寺健訳、晶文社、1988年
- 『結婚式の写真』ブルックナー・コレクション、小野寺健訳、晶文社、1989年
- 『英国の友人』ブルックナー・コレクション、小野寺健訳、晶文社、1990年
- 『異国の秋』ブルックナー・コレクション、小野寺健訳、晶文社、1992年
- 『嘘』ブルックナー・コレクション、小野寺健訳、晶文社、1994年
- 『招く女たち』ブルックナー・コレクション、小野寺健訳、晶文社、1996年
- 『ある人生の門出』ブルックナー・コレクション、小野寺健訳、晶文社、2004年
- 『アニタ・ブルックナー　孤独のプリズム』現代イギリス女性作家を読む2、現代女性作家研究会編、勁草書房、1991年